# Чарли Бъчан
Чарлз Мъри Бъчан е роден 22 септември 1891 година в Плумстед, Лондон в семейството на ковач от оръжейната фабрика „Уулич“ разположена на южния бряг на Темза. Започва да помага на баща си , а за негов късмет бригадир е Джон Харви, койно се явява скаут на футболния отбор на завода. След като е препоръчан от Харви, Чарли започва да се състезава като аматьор първоначално за отбора на „Уулич Арсенал“, но отказва да подпише професионален договор и решава да се присъедини към „Лейтън“. Въпреки това той не изиграва нито един мач за Лейтън, а година по-късно става част от отбора на „Съндърланд“ през март 1911 година.
Високият централен нападател се радва на изключително успешна кариера като играч на Съндърланд. През сезон 1912-13 година Съндърланд печели титлата, но губи финала за Купата на Англия от Астън Вила с 0-1. Чарли Бъчан често е определян като най-добрият футболист в страната. Той поставя своеобразен рекорд като става 7 пъти най-резултатния играч на Съндърланд от 8 възможни сезона в периода 1912-1924. Чарли Бъчан става най-резултатният играч на Съндърланд във Футболната лига за всички времена със своите 209 гола в 370 мача. За всички турнири Чарли Бъчан записва впечатляващите 413 мача и отбелязва 224 гола с червено-белия раиран екип. Той печели и отличието за голмайстор на Първа дивизия през сезон 1923-24 със своите 26 гола. Чарли Бъчан записва и 6 мача за националния отбор на Англия, в които бележи 4 гола.
След като прекарва 14 години, защитавайки цветовете на Съндърланд, Чарли Бъчан е привлечен от Арсенал през 1925 за сумата от 2000 паунда и 100 паунда за всеки отбелязан гол. Благодарение на неговото влияние Хърбърт Чапман реформира схемата “WM”, което донася големи успехи на отбора на Арсенал. Бъчан записва 56 гола в 120 мача за Арсенал, но губи финал за ФА Къп от Кардиф Сити с 0-1 през 1927 година. Чарли Бъчан става шестия голмайстор в историята на Футболната лига за всички времена с 257 гола в Лигата.
След оттеглянето си от футбола през 1927-28 година Чарли Бъчан става спортен журналист и работи за “Daily News” и BBC. Той става съосновател на Асоциацията на футболните журналисти и редактира свое собствено месечно списание. Бъчан умира на 25 юни 1960 година на 68 години в Монако.